# 貝特貝德群島
貝特貝德群島（英語：Betbeder Islands）是南極洲的群島，位於威廉群島，處於圖森角以西35公里，由讓-巴蒂斯特·夏古率領的法國探險隊發現，現時由南極條約體系管理。